# Ейре

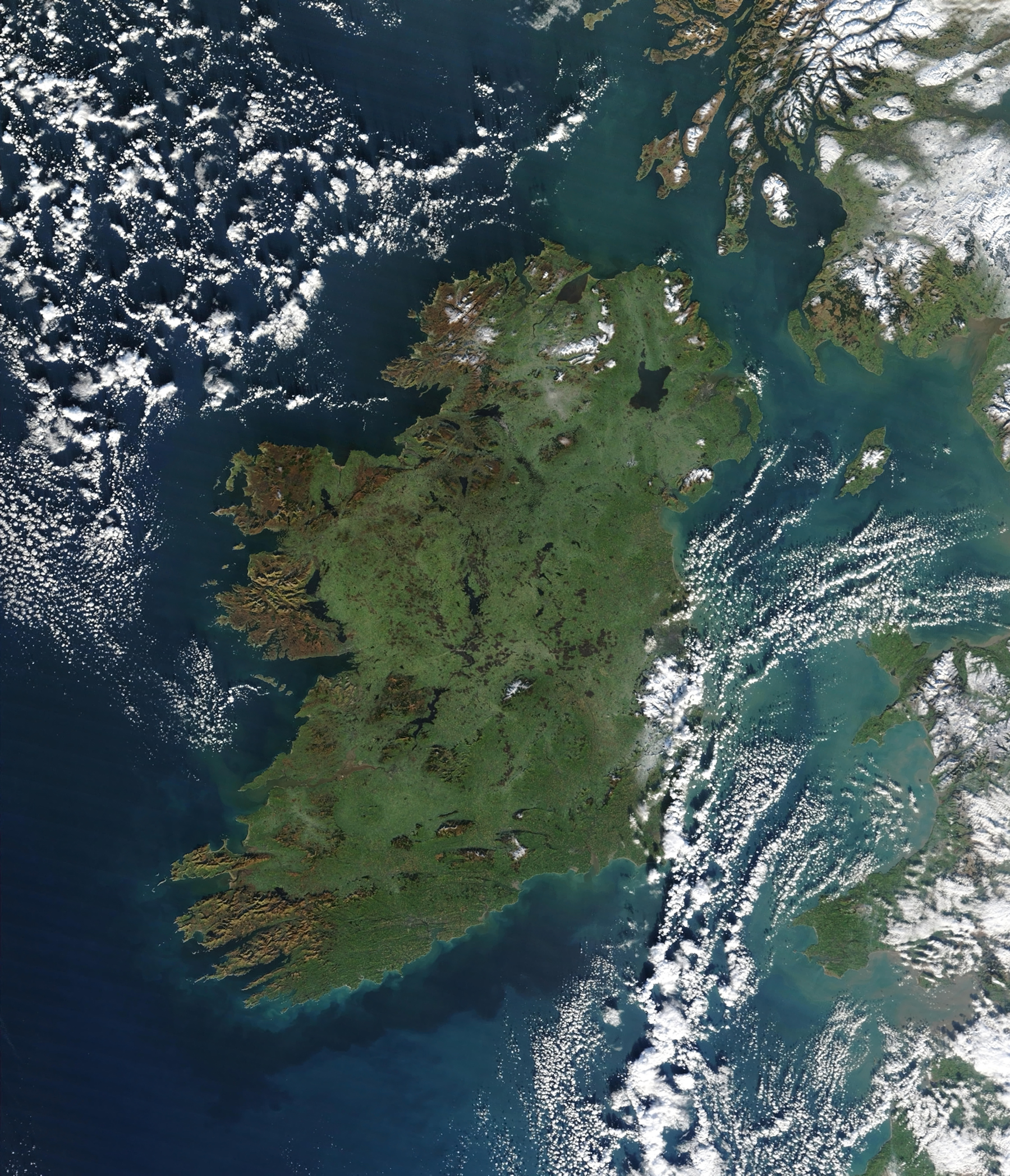
Кольорове супутникове зображення острова Ірландія, в Ірландській мові як Éire.

Е́йре або Е́йже (ірл. Éire МФА: [ˈeːɾʲə]ⓘ) — найменування слова «Ірландія» в ірландській мові. Як і в українській, воно значить як назву острова Ірландія, так і держави Ірландія, яка контролює 85% території острова. Держава відрізняється від Північної Ірландії (ірл. Tuaisceart Éireann), яка охоплює решту північного сходу острова. Ця назва також іноді використовується в англійській мові, з акцентом «sineadh fada» (укр. Сі́не Фа́да ) або без нього, хоча таке використання вважається спірним. (англ. вимова: [ˈɛərə] AIR-ə)

## Етимологія
Сучасне ірландське Éire походить від давньоірландського слова Ériu (укр. Еріу), яким називали Ірландію та ґельську богиню. Зазвичай вважається, що Еріу була богинею-матір'ю Ірландії, богинею суверенітету або просто богинею землі. Ім'я Еріу походить від реконструйованої первісної ірландської *Īweriū, і далі від пракельтського *Φīwerjon- (називний відмінок однини Φīwerjū). Це дозволяє припустити походження від праіндоєвропейського *piHwerjon- («родюча земля» або «багата земля»), від прикметника *piHwer- («жирний»), спорідненого з давньогрецьким píeira та санскритським pīvarī («жирний, повний, рясний»). Архаїчна ірландська форма була запозичена з давньогрецької мови. Під час своїх досліджень північно-західної Європи (близько 320 р. до н.е.) Піфей Массілійський назвав острів Ієрне (писалося Ἰέρνη). У псевдоарістотелівському тексті «Про Всесвіт» (393b) є:
Ἐν τούτῳ γε μὴν νῆσοι μέγισται τυγχάνουσιν οὖσαι δύο, Βρεττανικαὶ λεγόμεναι, Ἀλβίων καὶ Ἰέρνη.
Переклад: Тут два дуже великі острови, які називаються Британські острови, Альбіон та Ієрне. (сучасні Великобританія та Ірландія).
У своїй книзі «Географія» (близько 150 р. н.е.) Клавдій Птолемей назвав острів Івернія (Ἰουερνία; ou представляло /w/) і назвав племінну групу під назвою (Ἰούερνοι, Іверноі або Іверні, що жила на південному заході), яка була запозичена латиною як «Hibernia» (укр. Гібернія).
- Пракельтська *Φīwerjon- (називний відмінок однини *Φīwerjū)
  - Первісна ірландська *Īweriū
    - Давньоірландська Ériu
      - Сучасна ірландська Éire